# Aurore (film)
Aurore är en kanadensisk långfilm från 2005 i regi av Luc Dionne, med Marianne Fortier, Serge Postigo, Hélène Bourgeois Leclerc och Yves Jacques i rollerna. Filmen är baserad på Aurore Gagnons (1909–1920) liv och handlar om ett fall av barnmisshandel.

## Handling
Filmen utspelar sig i 1920-talets Kanada. Aurore Gagnon är 5 år gammal då hennes mamma läggs in på sjukhus. När hon är 10 år avlider hennes mamma i cancer, vilket gör att hon får en styvmor som är mycket elak. Aurore blir misshandlad och får tillsägelser fast hon inte hade gjort något.

## Rollista
| Marianne Fortier         | – Aurore Gagnon (10 år)       |
| Serge Postigo            | – Télésphore Gagnon           |
| Hélène Bourgeois Leclerc | – Marie-Anne Gagnon           |
| Yves Jacques             | – Curé Leduc                  |
| Rémy Girard              | – Oréus Mailhot               |
| Stéphanie Lapointe       | – Marie-Anne Caron            |
| Sarah-Jeanne Labrosse    | – Marie-Jeanne Gagnon (12 år) |
| Alice Morel-Michaud      | – Aurore Gagnon (6 år)        |
| Michel Forget            | – Nérée Caron                 |
| Monique Spaziani         | – Arzélie Caron               |
| Francine Ruel            | – Exilda Lemay                |
| Michel Barrette          | – Adjutor Gagnon              |